# Ubuntu (filozofia)
Ubuntu (wymowa zulu i xhosa: [ù.ˈɓún.tʼú]) – subsaharyjska afrykańska ideologia i system etyczny skupiający się na  relacjach międzyludzkich i pomocy bliźniemu. Słowo "ubuntu" ma swoje korzenie w południowoafrykańskich językach bantu. Ubuntu uważa się za tradycyjną afrykańską koncepcję.

## Znaczenie
Jest wiele możliwych tłumaczeń ubuntu na język polski:
- Człowieczeństwo wobec innych
- Jestem, ponieważ jesteśmy
- Osoba »staje się człowiekiem« poprzez inne osoby
- Osoba jest osobą dzięki innym osobom
- Jestem, bo ty jesteś
- Jestem tym, kim jestem, dzięki temu, kim wszyscy jesteśmy[1].

Główną zasadą filozofii ubuntu jest wiara w uniwersalną więź łączącą całą ludzkość.